# Émile Flach

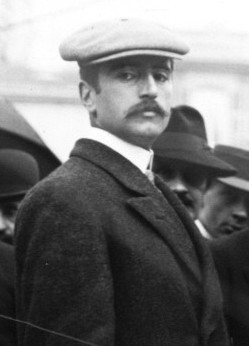
Flach (1911)

Émile Henri Flach (* 24. Februar 1853 in Bastia, Korsika; † 17. Februar 1926) war ein französischer Jurist, der zwischen 1911 und 1917 erster Staatsminister von Monaco war.

## Leben
Flach, einziger Sohn von Henri Flach und dessen Ehefrau Angélique Félix Hermance Arena, war Leiter der Personalabteilung im Ministerium für Justiz und Religion und wurde aufgrund seiner Verdienste am 5. Februar 1897 mit dem Ritterkreuz der Ehrenlegion ausgezeichnet. Später war er Generalstaatsanwalt (Procureur Général) am Berufungsgericht von Caen (Cour d’appel de Caen). Für seine dortigen Verdienste wurde ihm am 31. Dezember 1904 auch das Offizierskreuz der Ehrenlegion verliehen. Am 5. Februar 1911 wurde er während der Regentschaft von Fürst Albert I. erster Staatsminister von Monaco. Er bekleidete dieses Amt bis zum 31. Dezember 1917, woraufhin Georges Jaloustre das Amt im Januar 1918 kommissarisch übernahm.
Flach war verheiratet und Vater von vier Kindern.